# Scott (efternamn)
Scott är namnet på en skotsk klan och är därmed ett traditionellt skotskt efternamn, som är vanligt i engelsktalande länder. Det förekommer också som förnamn för män samt ingår i namn på verksamheter och i geografiska namn.

## Personer med efternamn

### A
- A.O. Scott (född 1966), amerikansk journalist och filmkritiker
- Abram M. Scott (1785–1833), amerikansk politiker, demokrat, guvernör i Mississippi
- Adam Scott (född 1980), australisk golfspelare
- Adam Scott (skådespelare) (född 1973), amerikansk skådespelare
- Alex Scott (född 1984), engelsk fotbollsspelare
- Alexander Leslie Scott (1893–1974), amerikansk västernförfattare
- Algot Scott (1908–1984), svensk travtränare och travkusk
- Andrew Scott  (född 1976), irländsk skådespelare
- Andy Scott (zoolog), brittisk zoolog specialiserad på kräftdjur
- Andy Scott (musiker) (född 1949), brittisk gitarrist i bandet Sweet
- Andy Scott (skulptör) (född 1964), brittisk skulptör
- Andrew Scott (född 1976), irländsk skådespelare
- Ashley Scott (född 1977), amerikansk skådespelare
- Avy Scott  (född 1981), amerikansk porrskådespelare

### B
- Baillie Scott (1865–1945), brittisk arkitekt och formgivare
- Barbara Ann Scott (1928–2012), kanadensisk konståkare
- Beckie Scott (född 1974), kanadensisk längdskidåkare
- Blanche Scott (1889–1970), amerikansk flygpionjär
- Bobby Scott (1937–1990), amerikansk musiker, musikproducent och låtskrivare
- Bon Scott (1946–1980), skotsk-australisk musiker
- Bradley Scott (född 1989), engelsk MMA-utövare

### C
- Calum Scott (född 1988), engelsk sångare och låtskrivare
- Campbell Scott (född 1961), amerikansk skådespelare, regissör och filmproducent
- Catherine Scott (född 1973), jamaicansk friidrottare
- Charles Scott (1739–1813), amerikansk politiker, demokrat-republikan, guvernör i Kentucky
- Charles L. Scott (1827–1899), amerikansk politiker och diplomat, demokrat, kongressrepresentant för Kalifornien
- Charlie Scott (född 1948), amerikansk basketspelare
- Clyde Scott (1924–2018), amerikansk friidrottare och utövare av amerikansk fotboll
- Coleman Scott (född 1986), amerikansk brottare
- Cora L.V. Scott (1840–1923), amerikanskt spiritistiskt medium
- Coretta Scott King (1927–2006), amerikansk författare och aktivist
- Cyril Scott  (1879–1970), engelsk tonsättare

### D
- Darrell Scott (född 1959), amerikansk singer-songwriter
- David Scott  (född 1932), amerikansk astronaut
- David Scott (politiker) (född 1946), amerikansk politiker, demokrat, kongressrepresentant för Georgia
- Denise Scott Brown (född 1931), amerikansk arkitekt, stadsplanerare och arkitekturteoretiker
- Desiree Scott (född 1987), kanadensisk fotbollsspelare
- Donald Scott (1928–2013), brittisk boxare
- Doug Scott (född 1941), brittisk beergsbestigare och äventyrare
- Dougray Scott (född 1965), skotsk skådespelare
- Dred Scott (1795–1858), afroamerikansk slav
- Dukinfield Henry Scott  (1854–1934), engelsk botaniker och paleontolog
- Duncan Scott  (född 1997), brittisk simmare

### E
- Édouard-Léon Scott de Martinville (1817–1879), fransk uppfinnare, tryckare och bokförsäljare
- Elisha Scott (1894–1959), irländsk fotbollsmålvakt
- Emily Scott (född 1983), australisk reklam-, underkläds- och glamourmodell
- Ethel Scott (1907–1984), brittisk friidrottare (löpare)
- Etienne Stott (född 1979), engelsk slalomkanotist
- Evelyn Scott (1893–1963), amerikansk modernistisk författare

### F
- Francis Scott, flera personer
  - Francis Scott, 2:e hertig av Buccleuch (1694–1751), brittisk politiker
  - Francis Scott, earl av Dalkeith (1721–1750), brittisk politiker

### G
- Gabriel Scott (1874–1958), norsk författare
- George Scott, flera personer
  - George Scott (boxare) (född 1966), svensk boxare
  - George Scott (pastor) (1804–1874), skotsk metodistpastor verksam i Stockholm
  - George C. Scott  (1927–1999), amerikansk skådespelare, regissör och producent
  - George Gilbert Scott  (1811–1878), engelsk arkitekt
- Gil Scott-Heron (1949–2011), amerikansk poet och musiker
- Giles Gilbert Scott (1880–1960), brittisk arkitekt
- Greg Scott (född 1988), kanadensisk ishockeyspelare
- Guy Scott  (född 1944), zambiansk politiker

### H
- Haley James Scott, fiktiv gestalt
- Hillary Scott (född 1983), amerikansk porrskådespelare
- Hugh Scott (1900–1994), amerikansk politiker, republikan, senator för Pennsylvania

### J
- Jacob Scott (omkring 1570–1635), svensk militär
- James Scott, flera personer
  - James Scott, 1:e hertig av Monmouth (1649–1685), illegitim son till Karl II av England
  - James Scott (skådespelare) (född 1979), brittisk skådespelare
  - James C. Scott (född 1936), amerikansk statsvetare
- Janette Scott (född 1938), brittisk skådespelare
- Jill Scott (född 1972), amerikansk poet, skådespelare och singer-songwriter
- Jill Scott (fotbollsspelare) (född 1987), engelsk fotbollsspelare
- Joan Wallach Scott (född 1941), amerikansk historiker
- Johan Scott(född 1953), finländsk målare
- John Scott, flera personer
  - John Scott (ishockeyspelare) (född 1982), kanadensisk ishockeyspelare
  - John Scott (kompositör) (född 1930), brittisk kompositör och dirigent
  - John Scott (senator) (1824–1896), amerikansk politiker, republikan, senator för Pennylvania
  - John Scott, 1:e earl av Eldon (1751–1838), brittisk politiker
  - John Paul Scott (1927–1987), amerikansk kriminell, rymde från Alcatraz
- Josey Scott (född 1972), amerikansk sångare

### K
- Kathleen Scott (1878–1947), brittisk skulptör
- Kody Scott (född 1963), amerikansk gängmedlem och författare
- Kristin Scott Thomas  (född 1960), brittisk skådespelare

### L
- Lee Scott (född 1949), amerikansk företagsledare
- Léon Scott, se Édouard-Léon Scott de Martinville
- Leonard Scott (född 1980), amerikansk kortdistanslöpare
- Linda Scott (född 1945), amerikansk popsångerska
- Lisa Scott-Lee (född 1975), amerikansk sångerska i Spice Girls
- Lizabeth Scott (1922–2015), amerikansk skådespelare
- Lucas Scott, fiktiv gestalt
- Luke Scott (född 1978), amerikansk basebollspelare
- L’Wren Scott (1964–2014), amerikansk modedesigner och fotomodell
- Lyndsey Scott (född 1984), amerikansk modell, programmerare och skådespelare

### M
- Martha Scott (1912–2003), amerikansk skådespelare
- Michael Scott (född 1945), amerikansk företagsledare
- Michael Scott (författare) (född 1959), irländsk författare
- Molly Scott Cato (född 1963), brittisk politiker i gröna partiet
- Montgomery Scott, fiktiv gestalt

### N
- Naomi Scott (född 1993), brittisk skådespelare
- Nathan B. Scott (1842–1924), amerikansk politiker, republikan, senator för West Virginia

### P
- Paul Scott (1920–1978), brittisk författare, dramatiker och poet
- Phil Scott (född 1958), amerikansk politiker, republikan, guvernör i Vermont

### R
- Rachel Scott (1981–1999), amerikansk skolelev, offer i Columbinemassakern
- Randolph Scott (1898–1987), amerikansk skådespelare
- Raymond Scott (1908–1994), amerikansk kompositör, dirigent och uppfinnare
- Retta Scott (1916–1990), amerikansk konstnär
- Rick Scott (född 1952), amerikansk politiker, republikan, senator och guvernör för Florida
- Ridley Scott (född 1937), brittisk filmregissör
- Robert Scott, flera personer
  - Robert Scott (1868–1912), brittisk polarforskare
  - Robert Scott (roddare) (född 1969), australisk roddare
  - Robert C. Scott (född 1947), amerikansk politiker, demokrat, kongressrepresentant för Virginia
  - Robert Kingston Scott (1826–1900), amerikansk politiker, republikan, guvernör i South Carolina
  - Robert W. Scott (1929–2009), amerikansk politiker, demokrat, guvernör i North Carolina
- Robin Scott (född 1947), engelsk New Wave-sångare
- Rodney Scott (född 1978), amerikansk skådespelare

### S
- Seann William Scott (född 1976), amerikansk skådespelare
- Sherie Rene Scott (född 1967), amerikansk skådespelare, sångerska och författare
- Steve Scott (född 1956), amerikansk medeldistanslöpare

### T
- Thomas Scott (1739–1796), amerikansk politiker, kongressrepresentant för Pennsyulvania
- Tim Scott (politiker) (född 1965), amerikansk politiker, republikan, senator för South Carolina
- Tom Scott (född 1984), underhållare och programledare
- Tom Scott (musiker) (född 1948), amerikansk saxofonist, tonsättare och arrangör
- Tony Scott (1944–2012), brittisk filmregissör ochproducent
- Tony Scott (musiker) (1921–2007), amerikansk jazzklarinettist

### W
- W. Kerr Scott (1896–1958), amerikansk politiker, demokrat, guvernör i North Carolina
- Walter Scott, (1771–1832), skotsk författare och  skald
- Walter Montagu-Douglas-Scott, 5:e hertig av Buccleuch (1806–1884), skotsk adelsman
- Wendi Scott (född 1975), amerikanskt fall av Münhhausen by proxy
- Willard Scott (1934–2021), amerikansk skådespelare
- William Scott, 1:e baron Stowell (1745–1836), engelsk domare
- William Berryman Scott (1858–1947), amerikansk paleonontolog
- William L. Scott (1915–1997), amerikansk politiker, republikan, kongressrepresentant och senator för Virginia
- William Montagu-Douglas-Scott, 6:e hertig av Buccleuch (1831–1914), skotsk adelsman
- Winfield Scott (1786–1866), amerikansk general
- Winston E. Scott (född 1950), amerikansk astronaut

### Z
- Zachary Scott (1914–1965), amerikansk skådespelare